# Henry Capell
Henry Capell, 1. baron Capell z Tewkesbury (uváděn též jako Capel) (Henry Capell, 1st Baron Capell of Tewkesbury) (6. března 1638 – 30. května 1696, Dublin, Irsko) byl anglický šlechtic a státník druhé poloviny 17. století. Uplatnil se po obnovení monarchie v roce 1660, poté byl dlouholetým poslancem Dolní sněmovny. Díky vlivu svého staršího bratra hraběte z Essexu dosáhl vysokých postů ve státní správě a v letech 1679–1681 byl ministrem námořnictva. Později s titulem barona vstoupil do Sněmovny lordů (1692) a svou kariéru završil ve funkci místokrále v Irsku (1695–1696).

## Životopis
Pocházel z původně londýnské obchodnické rodiny povýšené v 16. století do šlechtického stavu a usazené v hrabství Hertfordshire. Narodil se jako mladší syn Arthura Capella, 1. barona z Hadhamu (1604–1648), popraveného během občanské války. Spolu se starším bratrem Arthurem podpořil v roce 1660 restauraci Stuartovců a stal se poslancem Dolní sněmovny (1660 a 1661–1681). V roce 1661 obdržel Řád lázně (s tím zároveň získal titul rytíře a až do roku 1692 byl známý pod jménem Sir Henry Capell), zároveň zastával funkce ve finanční správě v několika hrabstvích v Anglii a Walesu, mimo jiné byl zástupcem místodržitele v Gloucesteru a smírčím soudcem v Surrey. Po roce 1672 působil v Irsku, kde byl jeho bratr tehdy místokrálem, a v roce 1673 byl jmenován členem irské Tajné rady. V letech 1679–1681 zastával úřad prvního lorda admirality; k této funkci neměl schopnosti ani předpoklady, ale byl do ní jmenován poté, co Karel II. odvolal z postu lorda velkoadmirála svého bratrance Ruprechta Falckého, aby se vyhnul vznikajícímu odporu proti němu. Za vlády Jakuba II. žil v ústraní, v roce 1688 podpořil Slavnou revoluci a nástup Viléma Oranžského. V letech 1689–1692 byl znovu členem Dolní sněmovny a krátce také jedním z lordů pokladu (1689–1690). V roce 1692 byl s titulem barona povolán do Sněmovny lordů (titul barona z Tewkesbury byl odvozen od názvu stejnojmenného města v hrabství Gloucestershire, které dlouhodobě zastupoval v parlamentu). Od roku 1693 působil znovu v Irsku, kde byl jako člen komise lordů sudích jedním ze správců irského místodržitelství. Nakonec byl v letech 1695–1696 irským místokrálem. Ve funkci strávil jeden rok a zemřel v Dublinu.
Jeho manželství s Dorothy Bennetovou (1643-1722) zůstalo bez potomstva a titul barona zanikl. Dorothy Bennetová byla dědičkou paláce Kew House v Londýně, kde s manželem často pobývala. Palác po několika majetkových změnách přešel v roce 1728 na královskou rodinu.